# 406-я стрелковая дивизия
406-я стрелковая дивизия — общевойсковое соединение стрелковых войск РККА Вооружённых Сил СССР, принимавшее участие в Великой Отечественной войне.
Боевой период — с 17 января по 28 января и с 15 мая по 10 декабря 1942 года. Сокращённое действительное наименование применяемое в рабочих документах — 406 сд.

## История
406-я стрелковая дивизия была сформирована в сентябре 1941 года в Грузинской ССР. Формирование осуществляло охрану советско-турецкой государственной границы. В январе и мае — декабре 1942 года принимала участие в боях на Северном Кавказе, в составе 46-й армии.
С 22 ноября по 9 декабря 1942 года 406-я стрелковая дивизия и 9-я горно-стрелковая дивизия входили в состав 12-го стрелкового корпуса и участвовали в боевых действиях.
В 1946 году в связи с демобилизацией Союза ССР стрелковая дивизия расформирована.

## Состав
- управление
- 660-й стрелковый полк
- 662-й стрелковый полк
- 668-й стрелковый полк
- 962-й артиллерийский полк
- 192-й отдельный истребительно-противотанковый дивизион
- 190-я зенитная батарея (686-й отдельный зенитный артиллерийский дивизион)
- 683-й миномётный дивизион
- 461-й разведывательный батальон
- 680-й сапёрный батальон
- 850-й отдельный батальон связи (850-я отдельная рота связи)
- 484-й медико-санитарный батальон
- 477-я отдельная рота химзащиты
- 337-я (342-я) автотранспортная рота
- 249-я полевая хлебопекарня
- 824-й (406-й) дивизионный ветеринарный лазарет
- 1458-я полевая почтовая станция
- 729-я полевая касса Госбанка[3]

## В составе
| На дату    | Фронт (округ)              | Армия      | Корпус                 | Группа                    |
| ---------- | -------------------------- | ---------- | ---------------------- | ------------------------- |
| 01.09.1941 | Закавказский фронт         | -          | -                      | -                         |
| 01.10.1941 | Закавказский фронт         | 45-я армия | -                      | -                         |
| 01.11.1941 | Закавказский фронт         | 45-я армия | -                      | -                         |
| 01.12.1941 | Закавказский фронт         | 45-я армия | -                      | -                         |
| 01.01.1942 | Кавказский фронт           | 45-я армия | -                      | -                         |
| 01.02.1942 | Закавказский военный округ | 46-я армия | -                      | -                         |
| 01.03.1942 | Закавказский военный округ | 46-я армия | -                      | -                         |
| 01.04.1942 | Закавказский военный округ | 46-я армия | -                      | -                         |
| 01.05.1942 | Закавказский военный округ | 46-я армия | -                      | -                         |
| 01.06.1942 | Закавказский фронт         | 46-я армия | -                      | -                         |
| 01.07.1942 | Закавказский фронт         | 46-я армия | -                      | -                         |
| 01.08.1942 | Закавказский фронт         | 46-я армия | -                      | -                         |
| 01.09.1942 | Закавказский фронт         | 46-я армия | -                      | Северная группа войск     |
| 01.10.1942 | Закавказский фронт         | 46-я армия | -                      | Черноморская группа войск |
| 01.11.1942 | Закавказский фронт         | 46-я армия | -                      | Черноморская группа войск |
| 01.12.1942 | Закавказский фронт         | -          | 12-й стрелковый корпус | -                         |
| 01.01.1943 | Закавказский фронт         | 45-я армия | 12-й стрелковый корпус | -                         |
| 01.02.1943 | Закавказский фронт         | 45-я армия | 12-й стрелковый корпус | -                         |
| 01.03.1943 | Закавказский фронт         | 45-я армия | 12-й стрелковый корпус | -                         |
| 01.04.1943 | Закавказский фронт         | 45-я армия | 12-й стрелковый корпус | -                         |
| 01.05.1943 | Закавказский фронт         | -          | 12-й стрелковый корпус | -                         |
| 01.06.1943 | Закавказский фронт         | -          | 12-й стрелковый корпус | -                         |
| 01.07.1943 | Закавказский фронт         | -          | 12-й стрелковый корпус | -                         |
| 01.08.1943 | Закавказский фронт         | -          | 12-й стрелковый корпус | -                         |
| 01.09.1943 | Закавказский фронт         | -          | 12-й стрелковый корпус | -                         |
| 01.10.1943 | Закавказский фронт         | -          | 12-й стрелковый корпус | -                         |
| 01.11.1943 | Закавказский фронт         | -          | 12-й стрелковый корпус | -                         |
| 01.12.1943 | Закавказский фронт         | -          | 12-й стрелковый корпус | -                         |
| 01.01.1944 | Закавказский фронт         | -          | 12-й стрелковый корпус | -                         |
| 01.02.1944 | Закавказский фронт         | -          | 12-й стрелковый корпус | -                         |
| 01.03.1944 | Закавказский фронт         | -          | 12-й стрелковый корпус | -                         |
| 01.04.1944 | Закавказский фронт         | -          | 12-й стрелковый корпус | -                         |
| 01.05.1944 | Закавказский фронт         | -          | 12-й стрелковый корпус | -                         |
| 01.06.1944 | Закавказский фронт         | -          | 12-й стрелковый корпус | -                         |
| 01.07.1944 | Закавказский фронт         | -          | 12-й стрелковый корпус | -                         |
| 01.08.1944 | Закавказский фронт         | -          | 12-й стрелковый корпус | -                         |
| 01.09.1944 | Закавказский фронт         | -          | 12-й стрелковый корпус | -                         |
| 01.10.1944 | Закавказский фронт         | -          | 12-й стрелковый корпус | -                         |
| 01.11.1944 | Закавказский фронт         | -          | 12-й стрелковый корпус | -                         |
| 01.12.1944 | Закавказский фронт         | -          | 12-й стрелковый корпус | -                         |
| 01.01.1945 | Закавказский фронт         | -          | 12-й стрелковый корпус | -                         |
| 01.02.1945 | Закавказский фронт         | -          | 12-й стрелковый корпус | -                         |
| 01.03.1945 | Закавказский фронт         | -          | 12-й стрелковый корпус | -                         |
| 01.04.1945 | Закавказский фронт         | -          | 12-й стрелковый корпус | -                         |
| 01.05.1945 | Закавказский фронт         | -          | 12-й стрелковый корпус | -                         |

## Командиры
- Плехов, Пётр Яковлевич (1 сентября 1941 — 9 февраля 1942), полковник.
- Купарадзе, Георгий Иванович (10 февраля — 8 октября 1942), полковник.
- Дзабахидзе, Валериан Сергеевич (9 октября 1942 — 15 февраля 1944), полковник, генерал-майор.
- Чхобадзе, Пётр Иосифович (16 февраля 1944 — 9 мая 1945), полковник.